# Pourtamai Foulbe
Pourtamai est une localité du Cameroun située dans l'arrondissement de Gazawa, le département du Diamaré et la Région de l'Extrême-Nord du Cameroun.

## Population
En 1975, la localité comptait 1101 habitants, dont 800 Peuls , 104 Guiziga et 197 Mofu regroupant les quartiers pourtamai foulbe, Pourtamai guiziga,Bamguel zamalao ,koumiwol, Narewa.
Lors du recensement de 2005, on y a dénombré 1826 personnes.